# Лентварис
Лентварис (литв. Lentvaris, рус. Ландварово, пољ. Landwarów) је град у Литванији, у југоисточном делу државе. Лентварис је највеће насеље у оквиру општине Тракај у оквиру округа Округа Вилњус.
Лентварис је према последњим проценама из 2010. године имао 11.517 становника.
Град Лентварис се налази на истоку земље, близу града Вилњуса. Поред града се налази и истоимено језеро.

## Галерија слика
- Улица у Лентварису
- Језеро Лентварис
- Градска железничка станица